# 複製陰謀
《複製陰謀》（英語：They Cloned Tyrone）是一部2023年美國科幻喜劇懸疑片，講述三個不可能湊在一起的人捲入一場涉及政府陰謀的謎團事件中。電影為尤爾·泰勒（Juel Taylor）的長片導演處女作，他也與托尼·雷滕邁爾（Tony Rettenmaier）合作編劇。主演陣容包括約翰·波耶加、泰娜·帕麗斯和傑米·福克斯；福克斯亦身兼監製。
《複製陰謀》2023年7月21日在Netflix上線。

## 演員
- 約翰·波耶加飾演方汰（Fontaine）
- 泰娜·帕麗斯飾演悠悠（Yo-Yo）
- 傑米·福克斯飾演滑頭查爾斯（Slick Charles）
- 大衛·亞倫·葛瑞（英语：David Alan Grier）飾演傳教士（The Preacher）
- 基佛·蘇德蘭飾演尼克松（Nixon）
- J·艾爾凡斯·尼科爾森（J. Alphonse Nicholson）飾演艾薩克（Issac）

## 製作
2019年2月，布萊恩·泰瑞·亨利加入本片的主演陣容，尤爾·泰勒（Juel Taylor）與托尼·雷滕邁爾（Tony Rettenmaier）合作編劇，電影也是泰勒的長片導演處女作。2019年10月，約翰·波耶加取代亨利加入劇組，Netflix取得電影發行權。2020年9月，傑米·福克斯和泰娜·帕麗斯簽約參演。
《複製陰謀》2020年12月在喬治亞州亞特蘭大開始主要拍攝。

## 發行
《複製陰謀》2023年6月14日在第27屆美國黑人影展上首映，2023年7月21日在Netflix獨家上線。

## 外部連結
- 官方网站
- 在Netflix上觀看《複製陰謀》
- 互联网电影数据库（IMDb）上《複製陰謀》的资料（英文）

#invoke:NavboxV2